# Insalata israeliana
L'insalata israeliana (ebraico: סלט ירקות ישראלי) è un piatto entrato a far parte della cucina israeliana. Questa insalata è composta da pomodori e cetrioli tagliati a pezzetti ed è condita con olio d'oliva, sale, pepe e succo fresco di limone.
Questo piatto è stato descritto come il "piatto nazionale più noto di Israele" ed è tipicamente accompagnata come contorno di molti piatti israeliani.
Insalate che seguono essenzialmente la stessa ricetta, con nomi diversi, sono diffuse e apprezzate in tutto il Mediterraneo orientale e il vicino-orientali.
Il nome di insalata israeliana è utilizzato soprattutto al di fuori di Israele. In Israele è comunemente indicata come "Salat Katzuz" (ebraico: סָלָט קָצוּץ, "insalata tagliuzzata"), oppure come "Salat Aravi" (ebraico: סָלָט עֲרָבִי, "Insalata Araba"), o anche "Salat Yerakot" (ebraico: סָלָט יְרָקוֹת, "insalata vegetale").

## Descrizione

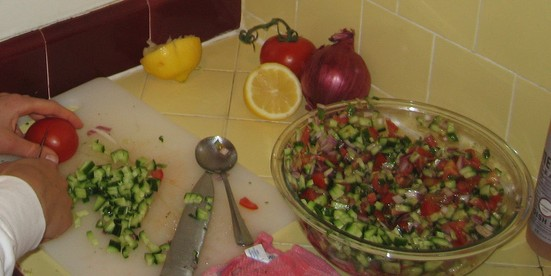
Insalata israeliana in preparazione

Gli ingredienti base sono pomodoro crudo e cetriolo tagliati a pezzetti, conditi con succo di limone, olio d'oliva fresco, pepe e sale.
Generalmente i cetrioli non sono pelati. La chiave di successo per una buona riuscita è usare prodotti molto freschi e tagliuzzare tutto il più fine possibile. La capacità di tagliare pomodori e cetrioli nei "dadi più fini e perfetti" è considerata un segno di status tra molti cuochi israeliani.
Occasionalmente si possono aggiungere come ulteriori ingredienti peperoni olive e cipolle di stagione oppure scalogno (non può essere invece mai aggiunta la lattuga). Alcuni aggiungono anche ravanelli, carote ed erbe aromatiche come il prezzemolo.
L'insalata israeliana e lo yogurt sono serviti molto comunemente a colazione, mentre sumac e tahini sono comuni nel resto della giornata. Solitamente è servita su una pita con falafel o su un piatto di portata. Costituiva una delle tradizionali prime colazioni israeliane prima che si cominciasse ad affermare una prima colazione a base di cereali in fiocchi ma rimane ancora una pietanza regolarmente presente sui buffet delle prime colazioni negli alberghi israeliani.

## Storia
Sebbene i cetrioli abbiano una storia antica in Medio Oriente, i pomodori, originari del Sud America, non sono stati coltivati nella regione fino al XIX secolo, durante l'Impero Ottomano. Nel 1940, il Kibbutz Beit Alfa fu il pioniere di una varietà di cetriolo che prende il nome dal Kibbutz, che divenne il cetriolo israeliano standard utilizzato in questa insalata.
Gli immigrati ebrei della fine del XIX secolo incontrarono per la prima volta l'insalata di cetrioli e pomodori nell'allora Palestina ottomana, e fa risalire la sua presenza lì alla "çoban salatası" turca. Poiché cetrioli e pomodori erano verdure familiari sia agli immigrati europei che a quelli del Medio Oriente, furono rapidamente incorporati nella loro dieta comune. La colazione del Kibbutz comprendeva una varietà di insalate e verdure fresche. Adottata e resa popolare dai kibbutz in tutto il paese, quest'ultima insalata è migrata in tutte le aree della cucina israeliana. Variazioni della ricetta base sono state apportate dalle diverse comunità ebraiche immigrate nel Paese. Ad esempio, gli ebrei indiani lo preparano con l'aggiunta di zenzero tritato finemente e peperoncini verdi, gli ebrei nordafricani possono aggiungere scorza di limone conservata e pepe di cayenna, e gli ebrei di Bukharan tritano le verdure molto finemente e usano aceto, senza olio, nel condimento.

## Insalate simili
Insalate simili sono presenti in tutto il Medio Oriente. Fra queste vi è la persiana Insalata Shirazi, che tuttavia contiene anche foglie di menta, e la turca Çoban salatası (insalata del pastore), con cipolle e peperoni verdi tagliati anch'essi a pezzetti. La cucina del subcontinente indiano comprende anche una variante di questa insalata, chiamata Kachumbari.